# Сеча при Керженце
«Се́ча при Ке́рженце» — советский мультипликационный фильм 1971 года по музыке Н. А. Римского-Корсакова режиссёров Ивана Иванова-Вано и Юрия Норштейна.

## Содержание
В фильме использованы материалы русской фресковой живописи и миниатюры XIV—XVI веков. Сюжет основан на легенде, которая легла в основу оркестрового эпизода из 3-го действия оперы Н. А. Римского-Корсакова «Сказание о невидимом граде Китеже и деве Февронии», согласно сюжету которых город Китеж ушёл под воды озера, чтобы избежать монголо-татарского нашествия в XIII веке.

## Награды и премии
- 1971 — VII МКФ в Карловых Варах — Премия за лучший анимационный фильм;
- 1972 — I МФ анимационных фильмов в Загребе — Гран-При;
- 1972 — V Всесоюзный кинофестиваль в Тбилиси — Приз и Премия за лучший мультипликационный фильм;
- 1973 — МКФ анимационных фильмов в Нью-Йорке — Гран-При.

## Создание фильма
Иванов-Вано соглашался с критиками, которые видели связь трёх его фильмов — «Времена года», «Сеча при Керженце» и «Аве Мария», — при этом он подчёркивал, что их объединяет не только общий принцип драматургического построения (фантазии на тему произведений композиторов-классиков), но и общая цель: показать сложность восприятия мира современным человеком. Фильм «Сеча при Керженце» в этом «триптихе» носит историко-патриотический, героический характер, и его изобразительный ряд определяется старинными иконами и фресками. Фильм был снят методом плоской марионетки и вырезной перекладки, который, по мнению Иванова-Вано, переживал в то время расцвет в СССР и других странах.
Норштейн вспоминал, что для работы над фильмом «Сеча при Керженце» его пригласил Иванов-Вано. Главной идеей фильма было соединение пластики и звука: «Хотелось сделать не просто цветовые сопряжения в согласии с музыкальным звучанием, а всё-таки добиться того, чтобы изображение имело эмоционально-чувственное воздействие на зрителя». Самым удачным эпизодом Норштейн считает сражение, где образцом для оформления пространства послужило изобразительное искусство 1920-х годов, в частности, картина Казимира Малевича «Скачет красная конница».

## Съёмочная группа
- Автор сценария: Иван Иванов-Вано
- Режиссёр: Иван Иванов-Вано, Юрий Норштейн
- Художники-постановщики: Марина Соколова, Аркадий Тюрин
- Оператор: Владимир Саруханов
- Звукооператор: Борис Фильчиков
- Художники: Борис Савин, Вячеслав Шилобреев, Юрий Норштейн, Александр Рожков

## Отзывы
Критик Н. Лагина назвала фильм «эпической фреской». По её мнению, авторы отказались от религиозных мотивов, уйдя от «спорного» замысла Римского-Корсакова. Она отметила выразительность плоских кукол, гармонию музыки и изображения, цветовое решение, основанное на использовании красок русской фрески — золотой, голубой, белой, алой.
Киновед С. В. Асенин отметил, что «Сеча при Керженце», наряду с фильмами «Левша» и «Времена года», обозначает вступление Иванова-Вано в «едва ли не самый значительный период» его творчества. С помощью фресок, миниатюр, икон в «Сече при Керженце» режиссёр создал целостный мир, одновременно исторически достоверный и символически обобщённый. Гармония изобразительного и музыкального начала больше всего проявляется в сцене сражения, построенной на точном монтаже. Главная тема фильма, по мнению Асенина, — это утверждение мира.
Юрий Лотман приводил «Сечу при Керженце» как пример мультфильма, где подчёркивается специфика языка мультипликации, который основан на рисунке. Лотман заметил, что авторы фильма, используя стиль древнерусской фрески и иконы, сымитировали даже их привычный нынешний вид, добавив трещины краски.